# Agnara strzelecki
Agnara strzelecki är en kräftdjursart som först beskrevs av Charles Chilton 1917.  Agnara strzelecki ingår i släktet Agnara och familjen Agnaridae. Inga underarter finns listade i Catalogue of Life.